# September 2022
Dit artikel geeft een chronologisch overzicht van de belangrijkste gebeurtenissen per dag in de maand september van het jaar 2022.

## Gebeurtenissen

### 2 september
- Op het hoogspanningsstation in Lelystad zorgt een kortsluiting tijdens werkzaamheden voor grote en langdurige problemen in een flink deel van de provincie Flevoland. Ca. 300.00 huishoudens zitten enkele uren zonder stroom. Op meerdere plaatsen valt de elektriciteit weg of breekt brand uit. Doordat er daarnaast ook een hoogspanningskabel van TenneT doorbrandt en op de spoorlijn valt, kan het deel van de Hanzelijn tussen Lelystad en Dronten vervolgens drie maanden niet gebruikt worden.[1] Wikinieuws

### 4 september
- Het Spookslot uit attractiepark de Efteling sluit na ruim 44 jaar zijn deuren.

### 5 september
- Liz Truss wint de verkiezing om het partijleiderschap van de Conservatieve Partij met een meerderheid van ruim 57%.[2] Tevens wordt ze verkozen tot nieuwe premier van het Verenigd Koninkrijk, na het aftreden van Boris Johnson.[3]
- De Nederlandse bewindsman Henk Staghouwer (ChristenUnie) treedt terug als minister van Landbouw, Natuur en Voedselkwaliteit. Partijgenote Carola Schouten, zijn voorgangster op dit ministerie, neemt zijn functie voorlopig waar.[4]
- Het arrondissement Luding in de Autonome Tibetaanse Prefectuur Garzê – in de Chinese provincie Sichuan – wordt getroffen door een aardbeving met een magnitude van 6,6 of 6,8. Het aantal doden wordt een week later officieel vastgesteld op 93, en 25 mensen blijven vermist.[5]
- Bij een zelfmoordaanslag voor de Russische ambassade in de Afghaanse hoofdstad Kabul vallen – volgens het Russische ministerie van Buitenlandse Zaken – zeker drie doden, onder wie twee ambassademedewerkers.[6]

### 7 september
- Onderzoekers van het Natural History Museum en King's College London en de Braziliaanse Federal University of Rio Grande do Sul hebben het oudste zoogdier ontdekt: Brasilodon quadrangularis.[7]

### 8 september
- Door het overlijden van koningin Elizabeth II wordt haar oudste zoon, Charles III, automatisch het nieuwe staatshoofd van het Verenigd Koninkrijk.[8]

### 9 september
- De Pakistaanse autoriteiten schatten de schade als gevolg van de extreem zware moessonregens van de laatste maanden op zeker 30 miljard dollar. Een derde van het land is door de extreme regenval onder water komen te staan en zeker 33 miljoen inwoners (een zevende van de gehele bevolking) zijn getroffen.[9] (Lees verder)

### 13 september
- Bij gevechten tussen militaire troepen van Armenië en Azerbeidzjan vallen volgens de Armeense premier Pasjinian zeker 49 doden aan Armeense zijde. Een wapenstilstand met bemiddeling van Rusland houdt geen stand.[10]

### 14 september
- De parlementsverkiezingen in Zweden worden gewonnen door de rechtse oppositie onder leiding van de Zweden-Democraten. Premier Magdalena Andersson treedt meteen af na het bekend worden van de uitslag.[11] (Lees verder)

### 16 september
- In Teheran sterft de 22-jarige Mahsa Amini in een politiekantoor, nadat ze was gearresteerd wegens het niet naleven van kledingvoorschriften. Er volgen grootschalige protesten, waarbij tientallen doden vallen. (Lees verder)

### 17 september
- In Achham, in het westen van Nepal, vallen zeker 17 doden door aardverschuivingen als gevolg van zware regenval.[12]

### 18 september
- De orkaan Fiona komt aan land aan de zuidwestkust van Puerto Rico. Het National Hurricane Center meldt windsnelheden van 140 km/u.[13]

### 19 september
- In Londen wordt de staatsbegrafenis van koningin Elizabeth II gehouden in Westminster Abbey.[14]

### 21 september
- De Russische president Vladimir Poetin kondigt in een nationale televisietoespraak een gedeeltelijke mobilisatie af, vanwege het voor Rusland slechte verloop van de oorlog in Oekraïne. Volgens het Russische ministerie van Defensie geldt de oproep voor 300.000 reservisten.[15]

### 22 september
- In Equatoriaal-Guinea wordt de doodstraf afgeschaft. Het nieuws wordt aangekondigd op de staatstelevisie en door vicepresident Teodoro Nguema Obiang Mangue verspreid via Twitter.[16]

### 23 september
- In IJsland arresteert de politie vier mannen die worden verdacht van het voorbereiden van een terroristische aanslag.[17]

### 25 september
- In Italië worden parlementsverkiezingen gehouden. De verkiezingen worden gewonnen door Fratelli d'Italia, onder leiding van Giorgia Meloni. (Lees verder)

### 26 september
- In de buurt van het Deense eiland Bornholm werden krachtige onderzeese explosies geregistreerd. Na onderzoek concludeerden deskundigen dat Nord Stream pijpleidingen doelbewust waren gesaboteerd door explosies. Drie van de vier buizen zijn hierdoor sindsdien onbruikbaar geworden.

### 27 september
- NASA-sonde DART botst met planetoïde Dimorphos in een poging deze van koers te veranderen. Dit gebeurt om te testen of dit werkt in geval er een planetoïde op de aarde afkomt.[18]
- In de Oostzee raken beide gaspijpleidingen van Nord Stream 1 en een van de leidingen van het – nog niet in gebruik genomen – Nord Stream 2 zwaar beschadigd door explosies. Volgens experts gaat het vrijwel zeker om aanslagen.[19]

### 28 september
- De orkaan Ian komt aan land aan de westkust van Florida. Persbureau Reuters meldt windsnelheden tot 240 km/u. Het NHC heeft gewaarschuwd voor catastrofale overstromingen door het opgestuwde zeewater.[20]

### 30 september
- De Russische president Poetin ondertekent in het Kremlin een document waarmee de vier door Rusland bezette Oekraïense oblasten Loehansk, Donetsk, Zaporizja en Cherson officieel worden geannexeerd door Rusland. Internationaal wordt de annexatie over het algemeen als illegaal beschouwd.[21]
- In Ouagadougou, de hoofdstad van Burkina Faso, wordt een staatsgreep gepleegd. President Paul-Henri Damiba wordt afgezet en de 34-jarige militair Ibrahim Traoré wordt aangesteld als interim-bestuurder.[22] In januari 2022 was er ook al een staatsgreep.

## Overleden
← · januari · februari · maart · april · mei · juni · juli · augustus · september · oktober · november · december ·  →